# چاه حاج دوست محمد دکالی
چاه حاج دوست محمد دکالی یک منطقهٔ مسکونی در ایران است که در دهستان بزمان واقع شده‌است.